# Konflikt intrapersonalny
Konflikt intrapersonalny, konflikt motywacyjny (łac. conflictus – zdarzenie) – wewnętrzny stan sprzeczności pragnień, przekonań i wartości jednostki. 
Konflikt wewnętrzny jest kluczowym pojęciem kilku teorii psychologicznych:
- teorii nerwic w psychoanalizie
- teorii dysonansu poznawczego
- teorii dezintegracji pozytywnej stworzonej przez Kazimierza Dąbrowskiego, w opinii którego:

Konflikty wewnętrzne są zasadniczym elementem pozytywnym w tworzeniu hierarchii wartości, w tworzeniu wielopoziomowego psychicznego środowiska wewnętrznego oraz w budowie konkretnego ideału indywidualnego i społecznego. Dlatego jesteśmy zdania, że jednostka nie może realizować zdrowia psychicznego, w sensie zdrowia rozwijającego się bez udziału takich konfliktów. Z tego też względu jednostki z konfliktami wewnętrznymi, z pewnej mierze również zewnętrznymi związanymi z pierwszymi i im podporządkowanymi będziemy podejrzewać o zdrowie psychiczne, a jednostki nie przejawiające takich konfliktów o upośledzenie uczuciowe (psychopatię), o upośledzenie umysłowe. Procesy konfliktowe są konstruktywne i destrukcyjne.

Wektorowa teoria konfliktu Kurta Lewina: 
motyw może być wektorem dodatnim lub ujemnym. W sytuacji konfliktowej mogą na nas działać różne pary wektorów, np. konflikty:
- „dodatnie albo dodatnie” – najtrudniejsze, np. „kariera czy rodzina?”
- „ujemne albo ujemne” – często podczas głosowania wybieramy mniejsze zło
- „jeśli dodatnie, to ujemne” – wiemy, że pozytyw będzie miał negatywne konsekwencje, np. zabawa alkoholowa kończy się kacem
- „jeśli ujemne, to dodatnie” – by skorzystać z dobrodziejstw czegoś trzeba poddać się przykrościom czegoś innego, np. egzamin lub „trzeba ćwiczyć, aby mieć wysportowane ciało”.